# Медаль «100 лет Азербайджанской прокуратуры (1918—2018)»
Юбилейная медаль «100 лет Азербайджанской прокуратуры (1918—2018)» (азерб. "Azərbaycan Prokurorluğunun 100 illiyi (1918–2018)" yubiley medalı) — государственная награда Азербайджанской Республики. Медаль учреждена по Указу Президента Азербайджана Ильхама Алиева от 31 мая 2018 года.

## История и положения
В 2018 году юбилейная медаль «100 лет Азербайджанской прокуратуры (1918—2018)» была одобрена Законом Республики Азербайджан № 1170-VQD от 31 мая 2018 года.
Медаль «100 лет Азербайджанской прокуратуры (1918—2018)» присуждается сотрудникам и ветеранам прокуратурных органов, отличившимся в исполнении обязанностей на высоком профессиональном уровне, достигших значительных результатов в области законности и укрепления правопорядка, а также другим лицам, внёсшим особый вклад в развитие прокуратурных органов и международных партнёров.

## Описание
Медаль «100 лет Азербайджанской прокуратуры (1918—2018)» изготовлена из бронзы и покрыта золотом, имеет восьмиугольную форму с диаметром 38 мм.
На лицевой стороне каждый угол восьмиугольной звезды выполнен в рельефной технике и обрамлён тонкой золотой линией шириной 1 мм. В центре восьмиугольной звезды расположен круг, покрытый вокруг внешним и внутренним контурами диаметром 1 мм, с белой эмалью, на верхней части которого написано «AZƏRBAYCAN PROKURORLUĞU», а в нижней части цифры «100». Цифра «100» располагается между двумя восьмиугольными звёздами диаметром 1,8 мм.
Внутри внутреннего контура изображён официальный герб Азербайджанской прокуратуры, слева от герба написаны цифры «1918», справа — «2018». Надписи, цифры и герб выпуклые.
Контур задней стороны медали гладкий, по центру написаны слова «AZƏRBAYCAN PROKURORLUĞU», под ними — цифры «1918-2018».
В нижней части медали указан её серийный номер.
Медаль прикрепляется к одежде с помощью элемента в виде пятиугольной ленты, размером 37 мм x 50 мм, соединённой двумя кольцами и зажимом. В центре ленты шириной 10 мм изображены звезды цвета серебра, золота, зелёного, белого и тёмно-синего цвета, расположенные последовательно от центра к правому и левому краям.
В верхней части ленты изображён венок из лавровых листьев, изображённый на плоской пластине размером 40 мм x 5,5 мм.
Для прикрепления к одежде также предусмотрен элемент в виде той же ленты, размером 37 мм x 10 мм.

## Способ ношения
Медаль «100 лет Азербайджанской прокуратуры (1918—2018)» размещается на левой стороне груди и следует за другими орденами и медалями Азербайджанской Республики.
Медаль «100 лет Азербайджанской прокуратуры (1918—2018)» Республики Азербайджан размещается на левой стороне груди и по порядку следования располагается после других орденов и медалей Азербайджанской Республики, после медали «100-летие Азербайджанской полиции (1918—2008)».
Награждение медалью осуществляется со стороны Министерства внутренних дел Азербайджана.